# Spółgłoska półotwarta
Spółgłoski półotwarte (półsamogłoski) powstają, gdy dochodzi do zbliżenia narządów mowy, ale nie do powstania szczeliny. 
Ze względu na sposób artykulacji spółgłoski półotwarte leżą na granicy spółgłosek i samogłosek. Są bowiem niezgłoskotwórczymi odpowiednikami samogłosek, np. [j] jest artykulacyjnie spółgłoskowym odpowiednikiem samogłoski [i].

## Klasyfikacja
Samogłoski otwarte są uważane za rodzaj aproksymantów. Chociaż terminy „półsamogłoski” i „aproksymanty” często używane za synonimiczne, większość autorów używa terminu „aproksymant” dla bardziej ograniczonej grupy spółgłosek. Nie istnieje jedna przyjęta definicja samogłoski otwartej i często zależy ona od autora danego opracowania. Na przykład Ladefoged i Maddieson nie traktują spółgłoski półotwartej wargowo-zębowej dźwięcznej [ʋ] (zwanej również aproksymantem wargowo-zębowym) nie uznają jej za półsamogłoskę

## Uwaga terminologiczna
Określenia „spółgłoski zwarto-otwarte” i „sonanty” bywają używane jako synonimy terminu „spółgłoski półotwarte”.